# الحداد (فلم)
الحداد (بالإنجليزية:The Blacksmith) هو فيلم أمريكي كوميدي صامت قصير أنتج سنة 1922 تأليف وإخراج وبطولة باستر كيتون.

## طاقم التمثيل
- باستر كيتون
- جو روبرتس
- فيرجينيا فوكس

## وصلات خارجية
- "Progressive Silent Film List: The Blacksmith". Silent Era. مؤرشف من الأصل في 2019-03-05. اطلع عليه بتاريخ 2008-02-26.
- الحداد على موقع IMDb (الإنجليزية)
- الحداد على موقع قاعدة بيانات الأفلام العربية
- الحداد على موقع ألو سيني (الفرنسية)
- الحداد على موقع أول موفي (الإنجليزية)
- الحداد على موقع قاعدة بيانات الفيلم (الإنجليزية)
- الحداد على موقع ليتربوكسد (الإنجليزية)
- الحداد على موقع كينوبويسك (الروسية)
- الفيلم القصير The Blacksmith متوفر للتحميل من موقع أرشيف الإنترنت [المزيد]